# チューレット (森永製菓)
チューレットは、森永製菓が1956年から1975年にかけて製造・販売していたチューイングソフトキャンディ。「子供が飲み込んでも大丈夫なチューインガム」、「食べられるガム」を求める消費者の声に応じる形で開発され、1956年から、ひとつ20円で販売された。パッケージには「森永チューレット 食べられるチューインガム」と記され、英字で「Morinaga FRUIT CHEWLET」とも記されていた。町田忍は、「ガムとキャラメルを混ぜたような味が当時の子供達に人気をよんだ」と述べている。後に5円の小サイズを発売、こちらにはディズニーアニメキャラが掲載された物も発売された。1975年に内容や包装などのリニューアルを行なわれ、後身商品のハイチュウへ移行した。